# Metamaterialeantenne
Metamaterialeantenner er en klasse af radioantenner, som anvender metamaterialer til at forbedre eller øge ydelsen af et antennesystem. 
Anvendelsen af metamaterialer til at øge ydelsen af antenner har vundet stor interesse. Demonstrationer har vist at metamaterialer kan forbedre den udstrålede effekt af en antenne.
 Materialer som kan give negativ magnetisk permeabilitet kan f.eks. tilbyde egenskaber såsom små antenner på brøkdele af en bølgelængde, høj retningsbestemthed – og afstembar arbejdsfrekvens, inklusiv et system af antenner. Ydermere har metamateriale baserede antenner demonstreret forbedret effektivitet-båndbredde ydelse.
Metamaterialer er fremstillede materialer som udviser egenskaber, der indtil videre ikke er fundet i naturen. En betydende forbedring i antenneydelse er blevet forudsagt for en klasse af metamaterialer som udviser en negativ elektrisk permittivitet, (ENG), en negativ magnetisk permeabilitet (MNG) – eller begge (ENG/MNG). Se: epsilon-negative (ENG) og mu-negative (MNG). 

Antenner som anvender metamaterialer, tilbyder at overskride de hidtidige restriktive effektivitet-båndbredde begrænsninger, som de konventionelle konstruerede, små antenner på brøkdele af en bølgelængde har. Metamateriale antenner, hvis succesfulde, ville kunne tillade små antenneelementer på brøkdele af en bølgelængde, som kan spænde over en stor båndbredde, hvilket vil tillade mere effektiv pladsudnyttelse på små platforme eller rum.
Metamaterialer anvendt i stelplanet, som omgiver antenner, tilbyder øget isolation mellem radiofrekvenser eller mikrobølge antennernes tilgangsporte ved (multiple-input multiple-output) (MIMO) antennesystemer. Metamateriale høj-impedans stelplan kan også anvendes til at øge antennens udstrålingseffektivitet og til at lave retningsbestemte udstråling anvendt i f.eks. overvågningssensorer, kommunikationsforbindelser, navigationsystemer, command og control systemer.
Andre kombinationer af metamaterialer med henblik på antenner, er ved at blive udforsket. Enten bliver dobbelt negativt metamateriale elementer anvendt alene eller kombinationer af dobbel positiv (DPS) med DNG elementer, eller epsilon-negative (ENG) elementer med mu-negative (MNG) stykker i delsystemer. Antenne delsystemer som i øjeblikket bliver udforsket, er hulrumsresonatorer, bølgeledere, bølgespredning og antenner. Ydermere er metamateriale antenner allerede (2009) kommercielt tilgængelige.

## Negativ refraktion af metamaterialeantenner
Sir John Pendry et al. var i stand til at få en 3D-system af krydsende, tynde ledere kunne anvendes til at skabe negative permittivitet ε, og at en periodisk række af ulukkede ringresonatorer kunne udvise en effektiv negativ magnetisk permeabilitet μ. 
I maj 2000, var gruppen af forskere, Smith et al. de første til succesfuldt at sammensætte split-ring resonatorer, ofte benævnt som SRR, med tynde elektriske ledere som opførte sig som venstrehåndet materiale og som havde negative værdier af ε og μ for frekvenser i gigahertz- eller mikrobølge-området. 
I 2002 blev en anden klasse af negativt refraktivt indeks (NRI) metamaterialer introduceret. NRI anvender en periodisk reaktiv belastning af en 2-D transmissionslinie som dets værts medium. Denne konfiguration anvendte faktisk positivt indeks materiale med negativt indeks materiale. Konfigurationen anvendte en lille, flad, negativ-refraktiv-linse forbundet med en positiv indeks, parallel-plade bølgeleder. Dette blev eksperimentelt eftervist kort efter i en efterfølgende demonstration.
Selvom nogle ineffektiviteter med split-ring resonanser blev erklæret under og efter introduktionen af denne kombinerede negativt og positivt indeks materiale, bliver split-ring resonatorer stadig anvendt fra 2009 til forskning. SRR har været involveret i en bred vifte af metamateriale forskning, inklusiv forskning af metamateriale antenner.
En nyere synsvinkel, er at man ved at anvende SRR som typiske metamateriale byggeblokke, kan få fleksible design med gode elektriske egenskaber.